# Primeira Divisão 1977-1978
La Primeira Divisão 1977-1978 è stata la 40ª edizione della massima serie del campionato portoghese di calcio e si è conclusa con la vittoria del Porto, al suo sesto titolo.
Capocannoniere del torneo è stato Fernando Gomes (Porto) con 25 reti.

## Classifica finale
|  |     | Classifica finale 1977-78 | Pt | G  | V  | N  | P  | GF | GS | DR  |
|  | --- | ------------------------- | -- | -- | -- | -- | -- | -- | -- | --- |
|  | 1.  | Porto                     | 51 | 30 | 22 | 7  | 1  | 81 | 21 | +60 |
|  | 2.  | Benfica                   | 51 | 30 | 21 | 9  | 0  | 56 | 11 | +45 |
|  | 3.  | Sporting Lisbona          | 42 | 30 | 19 | 4  | 7  | 63 | 30 | +33 |
|  | 4.  | Braga                     | 38 | 30 | 16 | 6  | 8  | 42 | 27 | +15 |
|  | 5.  | Belenenses                | 36 | 30 | 14 | 8  | 8  | 25 | 21 | +4  |
|  | 6.  | Vitória Guimarães         | 31 | 30 | 12 | 7  | 11 | 33 | 28 | +5  |
|  | 7.  | Boavista                  | 28 | 30 | 10 | 8  | 12 | 36 | 38 | -2  |
|  | 8.  | Académica                 | 26 | 30 | 11 | 4  | 15 | 41 | 49 | -8  |
|  | 9.  | Vitória Setúbal           | 26 | 30 | 8  | 10 | 12 | 29 | 40 | -11 |
|  | 10. | Varzim                    | 25 | 30 | 9  | 7  | 14 | 26 | 38 | -12 |
|  | 11. | Estoril Praia             | 25 | 30 | 8  | 9  | 13 | 25 | 36 | -11 |
|  | 12. | Marítimo                  | 23 | 30 | 8  | 7  | 15 | 22 | 45 | -23 |
|  | 13. | Portimonense              | 23 | 30 | 8  | 7  | 15 | 29 | 39 | -10 |
|  | 14. | Espinho                   | 22 | 30 | 8  | 6  | 16 | 30 | 52 | -22 |
|  | 15. | Riopele                   | 21 | 30 | 6  | 9  | 15 | 23 | 51 | -28 |
|  | 16. | Feirense                  | 12 | 30 | 5  | 2  | 23 | 24 | 59 | -35 |

### Verdetti
- Porto campione di Portogallo 1977-78 e qualificato in Coppa dei Campioni 1978-1979.
- Sporting CP vincitore della Taça de Portugal 1977-1978 e qualificato in Coppa delle Coppe 1978-1979.
- Benfica e Braga qualificati in Coppa UEFA 1978-1979.
- Portimonense, Espinho, Riopele e Feirense retrocesse in Segunda Divisão.

### Record
- Maggior numero di vittorie:  Porto (22)
- Minor numero di sconfitte:  Benfica (0)
- Miglior attacco:  Porto (81 gol segnati)
- Miglior difesa:  Benfica (11 gol subiti)
- Miglior differenza reti:  Porto (+60)
- Maggior numero di pareggi:  Vitória Setúbal (10)
- Minor numero di pareggi:  Feirense (2)
- Minor numero di vittorie:  Feirense (5)
- Maggior numero di sconfitte:  Feirense (23)
- Peggior attacco:  Marítimo (22 gol segnati)
- Peggior difesa:  Feirense (59 gol subiti)
- Peggior differenza reti:  Feirense (-35)